# Emmanuel Rakotovahiny
Emmanuel Rakotovahiny, född 16 augusti 1938, död 1 juli 2020, var en madagaskisk politiker som var Madagaskars premiärminister från den 30 oktober 1995 till den 28 maj 1996.